# Viaduc de Neuvial
Le viaduc de Neuvial est un ouvrage d'art construit en 1869 par Eiffel sur la ligne de chemin de fer Commentry - Gannat pour franchir un vallon entre les communes de Mazerier et de Bègues, dans l'Allier. Il est inscrit comme Monument historique.

## Situation
Le viaduc est situé sur la ligne de chemin de fer Commentry - Gannat, empruntée par les liaisons Lyon - Bordeaux et Clermont-Ferrand - Montluçon via Gannat, à environ deux kilomètres à l'est du viaduc de Rouzat. Il franchit un vallon qui descend vers la Sioule, en rive droite. La route départementale 37 (de Gannat à Lalizolle, par Saint-Bonnet-de-Rochefort), qui fait une boucle à cet endroit, passe deux fois sous le viaduc.
Le viaduc tire son nom du village de Neuvial, dépendant de la commune de Bègues, situé à proximité en bord de Sioule, sur la rive droite.

## Histoire
La Compagnie du Paris-Orléans, chargée de reprendre la réalisation de la partie ouest de la liaison Lyon - Bordeaux, projetée initialement par la Compagnie du chemin de fer du Grand Central, est le maître d'ouvrage de la construction du viaduc. Le concepteur en fut Wilhelm Nördling, ingénieur en chef de la Compagnie. La construction fut confiée à Eiffel et Cie, que Gustave Eiffel venait de créer en 1867. L'ingénieur qui suivit la construction était Théophile Seyrig, associé de Gustave Eiffel. Le viaduc de Neuvial et son voisin le viaduc de Rouzat sont les premiers viaducs ferroviaires construits par Eiffel et Cie, bien avant le pont Maria Pia de Porto (Portugal) (1877) et le viaduc de Garabit achevé en 1884.
Il a été inscrit monument historique par arrêté du 8 décembre 1965 en même temps qu'un autre viaduc de la ligne, celui de Rouzat. Avec les viaducs de la Bouble et du Belon, inscrits en 2009, ce sont quatre viaducs de la ligne qui sont inscrits aux Monuments historiques.

## Description
L'ouvrage s'appuie à chaque extrémité sur une culée en maçonnerie. La culée occidentale est constituée d'une très grande arche. Le tablier métallique s'appuie à l'ouest sur cette culée et à l'est sur une pile en maçonnerie. Un pilier métallique, comparable à ceux du viaduc de Rouzat (il est fait de quatre colonnes cylindriques, reliées par des croix de Saint-André), le soutient en son milieu. Une travée métallique, d'une conception différente de celle du tablier principal, relie la pile en maçonnerie à la culée orientale, qui comporte deux arches, d'une dizaine de mètres de hauteur.